# 찰스 하드 타운스
찰스 하드 타운스(Charles Hard Townes, 1915년 7월 28일 ~ 2015년 1월 27일)는 미국의 물리학자이다. 사우스캐롤라이나 그린빌 출생으로, 1951년에 메이저를 개발하는 데 기초가 되는 기본 원리를 밝혀냈다. 메이저는 분자나 원자가 들뜬 상태에서 바닥 상태로 떨어질 때 나오는 에너지를 이용해서 전파를 증폭하는 도구이다. 1958년에 아서 레너드 숄로와 함께 광파를 증폭시키는 도구인 레이저를 제안했다. 1964년 개량된 메이저를 만든 구소련의 물리학자 알렉산드르 프로호로프, 니콜라이 바소프와 함께 노벨 물리학상을 받았다.
2005년에는 종교의 노벨상이라 불리는 템플턴상을 받았다.

## 참고 자료
- 이 문서에는 다음커뮤니케이션(현 카카오)에서 GFDL 또는 CC-SA 라이선스로 배포한 글로벌 세계대백과사전의 내용을 기초로 작성된 글이 포함되어 있습니다.